# Monasterio de Santa María de la Trapa de Santa Susana
El monasterio de Santa María de la Trapa de Santa Susana es un antiguo monasterio perteneciente a Maella y cercano a Fabara, en la comarca de Bajo Aragón-Caspe, en Aragón, España. A 2008, sólo quedan en pie las ruinas de la iglesia, la torre y una nave gótica paralela a la nave de la iglesia.

## Historia
Fundada en el siglo VI por monjes benedictinos, tuvo que ser reconstruido por la Orden de Calatrava para luego ser cedida en 1227 por Jaime I de Aragón a la Orden del Císter procedentes de Santa María de Escarpe cerca de La Granja de Escarpe, que tuvieron que reconstruirlo de nuevo.
En el siglo XVI, don Miguel Pérez de Almazán, señor de Maella, intenta establecer el lugar de Villanueva de Almazán alrededor del monasterio, pero su proyecto fracasó.
El 13 de enero de 1796 llegó al monasterio una comunidad de trapenses franceses, después de que Carlos IV de España les cediese el edificio. La comunidad fue bien recibida por la población, pero poco después tropas francesas, tras incendiar el castillo de Maella, saquearon el monasterio, robando y destruyendo gran parte de sus riquezas. Tras la destrucción, estuvo a punto de convertirse en un monasterio femenino de la misma orden, pero el proyecto no se llevó a cabo. Una Real Orden del 29 de agosto de 1835 expropiaba el monasterio, víctima de las desamortizaciones del siglo XIX. Aun así, los monjes trapenses permanecieron en el edificio hasta el 20 de marzo de 1837.

## Descripción

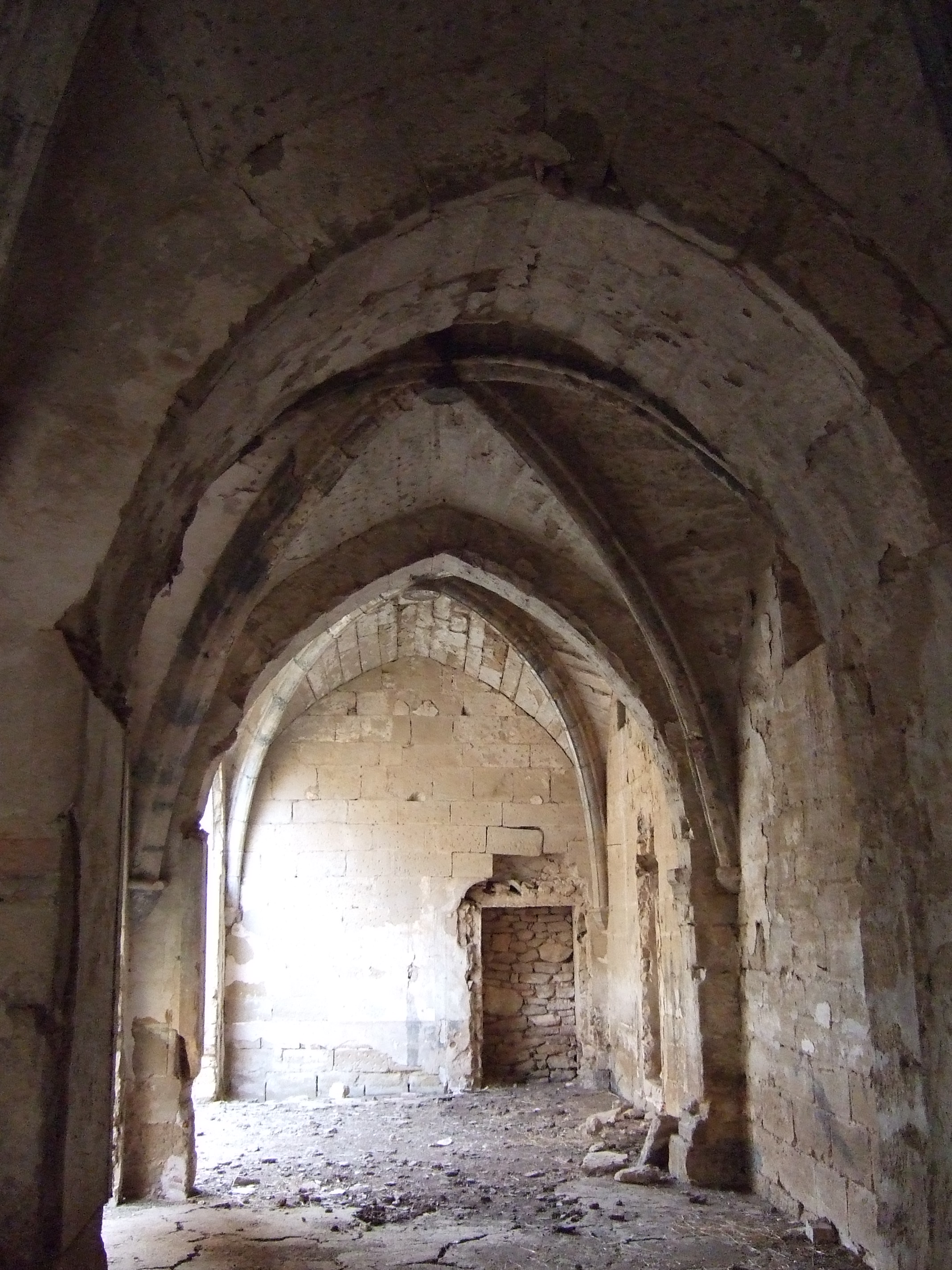
Interior de nave gótica aún en pie.

La descripción del monasterio que hace la Real Orden del 29 de agosto de 1835 es la que mayor información da sobre el aspecto y la riqueza de la comunidad monástica.
De entre los bienes inventariado por la Real Orden se encuentran 333 libros y numeroso cuadros: seis en la sacristía, sesenta y nueve en el claustro.
Los principales edificios eran la portería, la hospedería, la biblioteca, el refectorio, el claustro, el elemento más impresionante del edificio, con un pozo en el centro, y la torre, que tenía dos campanas y reloj. Además poseía sala de estudio, enfermería, sastrería, lavadero, horno de cocer, laboratorio, bodega vinícola, caballeriza, pajar, molino aceitero, imprenta, carpintería y herrería. En total había seis dormitorios: el de San Bernardo, con 27 habitaciones; el de San Esteban, con 6; el de San Benito, con 16; el de San Roberto, con 10; el de San Plácido, con 10, y el de San José, con 19 alcobas. Los monjes llegaron a ser unos 90 en su momento de máximo esplendor. El edificio era de escaso valor artístico, con paredes de tierra cubiertas de yeso y decoradas con inscripciones de máximas bíblicas. La hospedería tenía unas 20 camas que ocupaban tanto huéspedes como criados.
Dentro de la iglesia, el altar mayor estaba dedicado a Nuestra Señora de la Trapa, flanqueada por cuadros de San Pedro y San Pablo. Otros retablos estaban dedicados a San José y San Bernardo, pintados en lienzo. La sillería del coro estaba dividida en una serie alta y otra baja, con un total de 78 asientos; era de pino pintado de color caoba. En el respaldo de la iglesia había además una capilla con tres altares con retablos sobredorados dedicados a la Virgen de los Dolores, los Santos Joaquín y Ana y San Juan.